# Toledo, Ohio
Toledo je grad u američkoj saveznoj državi Ohio. Godine 2007. imao je 295.029 stanovnika, čime je bio četvrti grad po brojnosti u saveznoj državi, iza Columbusa, Cincinnatija i Clevelanda. Šire gradsko područje ima oko 650.000 stanovnika.
Toledo se nalazi na sjeveru Ohija, na zapadnoj obali jezera Erie neposredno uz granicu s Michiganom, 80-ak kilometara od Detroita. Osnovan je 1833. godine, a ime je dobio po Toledu u Španjolskoj. Danas je poznat kao "grad stakla", a osim staklarske, značajna je i industrija auto-dijelova.

## Gradovi prijatelji
- Tanga, Tanzanija

## Vanjske poveznice
|  | Zajednički poslužitelj ima još gradiva o temi Toledo, Ohio |

- Službena stranica (engl.)